# 194. pr. Kr.
◄ | 3. stoljeće pr. Kr. | 2. stoljeće pr. Kr. | 1. stoljeće pr. Kr. | ►
◄ | 220-ih pr. Kr. | 210-ih pr. Kr. | 200-ih pr. Kr. | 190-ih pr. Kr. | 180-ih pr. Kr. | 170-ih pr. Kr. | 160-ih pr. Kr. | ►
◄◄ | ◄ | 197. pr. Kr. | 196. pr. Kr. | 195. pr. Kr. | 194 pr. Kr. | 193. pr. Kr. | 192. pr. Kr. | 191. pr. Kr. | ► | ►►
Astronomija

## Događaji
- Sekst Elije Pet Kat, rimski političar i pravnik, poznat kao jedan od prvih profesionalnih pravnika, odnosno teoretičara rimskog prava, izabran za cenzora
- započela gradnja gradskih zidina grada Xi'ana

## Smrti
- Eratosten, starogrčki matematičar, geograf, putopisac i astronom (* oko 276. pr. Kr.)

## Vanjske poveznice
|  | Zajednički poslužitelj ima još gradiva o temi 194. pr. Kr. |